# Серпокрилово
Серпокрилово (рос. Серпокрылово) — село у Жирновському районі Волгоградської області Російської Федерації.
Населення становить 54 особи. Входить до складу муніципального утворення Бородачівське сільське поселення.

## Історія
Село розташоване у межах українського історичного та культурного регіону Жовтий Клин.
Згідно із законом від 21 лютого 2005 року № 1009-ОД для населеного пункту було встановлено органом місцевого самоврядування Бородачівське сільське поселення.

## Населення
| 2010 |
| ---- |
| 54   |